# 及川道子
及川 道子（おいかわ みちこ、1911年10月20日 - 1938年9月30日）は、日本の女優。
1920年代後半〜1930年代前半の日本映画で、清楚で近代的なキャラクターを数多く演じ、「永遠の乙女」と呼ばれた。

## 来歴
1911年10月20日、東京府豊多摩郡渋谷町（現・東京都渋谷区）に生まれる。父・鼎寿は、社会主義運動家の経歴を持ち、後に出版社の春秋社に勤務した。両親ともにクリスチャンであり、その影響で道子も敬虔なキリスト教信者となる。1924年に小学校を卒業し、当時存在した東京音楽学校一橋分教場声楽科に入学。同年秋、小山内薫の紹介で、築地小劇場に加わる。
同年12月の第18回公演『そら豆の煮えるまで』で主役の少年に抜擢され初舞台。以後、1925年の『青い鳥』ではチルチル、1926年の『三人姉妹』ではハープ弾きの少女、1927年の『埋もれた春』では主役のきみ子を演じるなど、舞台女優としてのキャリアを積み重ねていく。特に『青い鳥』での演技は、劇評家にも高い評価を受けた。この間、1927年に東京音楽学校を修了し、当時本郷にあった第一外国語学校英語専科・高等科で翌年まで学ぶ。この頃は春秋社でもお茶くみとして働いていた。1928年10月の第79回公演『国姓爺合戦』では杉村春子・滝蓮子・細川ちか子とともに女官役を演じるが、翌1929年3月に劇団は分裂。道子は脱退派の土方与志・丸山定夫・細川ちか子らが4月に結成した新築地劇団に参加するが、7月に退団する。
2ヵ月後の1929年9月、映画評論家の内田岐三雄の紹介で、松竹蒲田撮影所に入社。以後、映画女優としてのキャリアを歩むこととなる。同年10月に公開された清水宏監督の『不壊の白珠』で、主役の八雲恵美子の妹役としてデビュー。以後も、いずれも清水監督の『恋愛第一課』（1929年）、『真実の愛』（1930年）、『抱擁（ラムブラス）』（1930年）に立て続けに出演し、特に『恋愛第一課』、『抱擁』では、従来の日本の映画女優には見られなかった、知的で洗練された魅力を示した。この間、1930年1月には早くも準幹部となり、同年8月の五所平之助監督『女よ！君の名を汚す勿れ』では、母親の不倫を知って自殺する娘を熱演し注目を集めた。だがその矢先、胸の病に倒れ、1年近くの休業を余儀なくされる。このため、出演が決まっていた清水監督の『有憂華』（1931年）では花岡菊子、島津保次郎監督の『生活線ABC』（同）では田中絹代といった同世代のライバルが代役をつとめることになった。しかし、島津監督の『野に叫ぶもの』2部作（1931年）では、鈴木伝明の妹役を好演し、田中絹代や川崎弘子らと並ぶ人気を獲得する。翌1932年の清水監督『愛の防風林』、同『白夜は明くる』などでも好演し、蒲田を代表する知性派スターの地位を確立した。また、同年12月には、明治座の舞台『ハムレット』で水谷八重子らと共演。八重子のハムレットに対し、道子はオフィーリアを演じ、好評を博す。
1933年1月幹部に昇格し、清水監督のサウンド版『眠れ母の胸に』に主演。同作品では歌手の小林千代子と共に同名の主題歌を独唱し、レコード吹き込みも行い声楽家としての実力も示した。同じ清水監督の『港の日本娘』では江川宇礼雄、島津監督の『頬を寄すれば』では、岡譲二を相手役に主演。続く五所監督の『愛撫（ラムール）』では岡田嘉子と共演し、ベテラン相手に一歩も引けをとらぬ演技を見せた。1934年に入ると、清水監督のオールスター大作『東洋の母』で江川宇礼雄の妹役を演じ、続く野村浩将監督『夢見る頃』でも江川と兄妹役を演じた。5月には、下加茂で時代劇『月形半平太』に出演し、主演の林長二郎の相手役をつとめた。続く池田義信監督『はつ姿』の主演も決定したが、彼女の再度の発病で製作中止となる。彼女はこの時も1年以上の療養を余儀なくされ、翌1935年の佐々木康監督『真白き富士の根』の女学校教師役で復帰した。また同年8月、東京劇場で開かれた「新派精鋭男女優合同」に村田嘉久子・山田五十鈴・村田正雄らとともに出演。だが健康状態は再び悪化し、翌1936年4月の島津保次郎監督『家族会議』では、病を押してヒロイン仁礼泰子を演じ切ったものの、結果的にこれが最後の出演作となった。翌1937年には大船撮影所（前年に蒲田から移転）を退社。
翌1938年9月30日、結核のため26歳で死去した。

## エピソード
- 雑誌『新青年』の編集者で、後に異色作家として知られるようになる渡辺温とは、少女時代から交流があった[7]。1930年2月に渡辺は不慮の死を遂げたが、道子は後に自伝『いばらの道』（1935年）の中で、渡辺との思い出を回想している。[1]「私は小学校の時分から、ずっと後に映画界に出るようになる迄、 よい指導者として、またよき愛護者として、渡辺さんに、どれだけ御恩を受けているか知れません。――冬の真中にもなお、外套をもっていないということで、 母の心を痛めさせたわたしが、音楽学校への受験写真には、立派な外套を着ているのも、その頃或る雑誌が懸賞でシナリオを募集した時、それに応じて一等に当選された渡辺さんが、懸賞の一部で私に買って下さった、思い出深い外套なのです。」また、渡辺の訃報を新聞で知った時の印象は、「道ちやん、渡辺さんが.....」「渡辺さんが、何うなさったの、お母さん？」只ならぬ母の聲に驚いて、思はず駆け寄つた私が、父の打ち慄える手に広げられた夕刊を覗き込むと、 渡辺温惨死す！いきなり、大きな活字が、私の目を覆ふてしまつたのです。私は、私の全身から、さツと血潮の失せてゆくやうな、寒さを感じながら、また、よろめく足を踏み耐へようとしつつも、なほフラフラと崩折れさうになる身体を支へて、漸くの思ひで自分の部屋へ辿り着くと、我れを忘れたやうに、机の前に座り込んで、渡辺温探偵小説全集を取つて、その口絵の写真を開きました。見慣れた黒の洋服に、いつもの寂しそうな顔をして居られる渡辺さん！見詰めているうちに、其の寂しい顔が、写真の中から抜け出して、私の頭を、胸を、いつぱいにしてしまつたのです。」[1]
- 及川は死後、渡辺に会う夢を見ており、それについて詳細に書いている。「空は紺碧に晴れて、そよ風にゆらぐ街路樹の柳の若葉が、涼しそうな陰影を鋪道に投げていた。初夏の銀座通りである。道子は母と弟の士郎と三人で、買物への帰りを新橋に向かって歩いていた。途中、ある額縁屋へ立寄って、美しいというよりも神々しさを思わせる山と川の絵──夕陽が山の端の雲間からパッとさして、静かな川面にキラキラと金色に映え返っている──を暫く眺めてから、再び鋪道に出て急ぎ足に新橋の方へ歩き始めた。　「アッ！」　道子は思わず声を立てると、その場に立ちすくんでしまった。手にしていた荷物はバタバタと足許に転がり落ちた。コツ、コツ。　向こうから渡辺さんが歩いて来る！山高をかぶって、片手にステッキを握り、いつものように首を心もち左へかしげたあの渡辺さんが！ 今では、もう此世にいない筈のあの渡辺さんが！道子はあまりのことに立ちすくんだまゝじっとその姿に見入った。が、次の瞬間、あの渡辺さんが生きていてくれたのだとわかると、道子は嬉しくて嬉しくて思わず我を忘れて、その側に飛んで行き、胸深く顔をうずめて泣き崩れてしまった。「もう、どこへも行かないでね。いえ、行こうたって離さないわ。これからは何でも云うことを聞くから、そして誰よりもあなたを好きになってあげるから、どうかもうどこへも行かないでね」まるで子供が父親に甘えるように、道子はわれながらいじらしい感情に胸をふるわせながら訴えるのだった。それまで、たゞ黙って道子の言葉に耳を傾けていた渡辺さんは、つと優しく道子の手をとると、二人は何時のまにか元来た道の方へ歩き出していた。暫く行って──何処をどう通ったか、またそこがなんという町かハッキリわからなかったが──間もなく二人は、何だか白く乾き切った広い広い大通りの傍に建っている家に着いた。 その家は入口からいきなり階段になっていて、二人はその二階へ上がって行った。「どこへも行かないでね、いつまでも道子の側にいてね」と繰り返し繰り返し、たのみつゞけたが、それに対して渡辺さんは一言も云わずに黙って道子の顔を見守っているだけだった。どの位二人はそうしていたろうか。暫くして階下の入口の戸を誰かトントンと叩く音がしたので、道子は急いで階段を下りて行って見ると、そこには不思議なことに、これも今はもう亡くなられた筈の小山内先生がヌーッと立っていられるではないか──「渡辺君、迎えに来たよ」先生はそう云いながら、丁度そこへ下りて来た渡辺さんを両手で抱きかゝえるようにして出て行こうとされた。道子は急に堪え難い悲しみに襲われて、先生、どうか渡辺さんを連れて行かないで下さい。お願いですから、お願いですから」 と眼に一杯涙をためながら渡辺さんにとりすがった。　が、いよいよ先生に連れられて戸口を出ようとするとき 渡辺さんは追いすがる道子の方を静かに振り返って、その寂しい青ざめた口元に微笑をうかべながら、始めて口を開いた。 　「ねえ、道ちゃん、恋愛は一生の仕事ではないよ。この人生にはもっともっとなさなければならない仕事がある筈だ。 ──道ちゃんには芸術の仕事が残されている。今はそうした愛とか恋とかの感情に心を奪われている時ではなく、お互いに芸術の道に精進すべき時だ。 そしていつか僕等がなすべき務めを果し静かな安息の日が訪れた時に、きっと二人はまた会うことがあるだろうからね──」そう云ったかと思うと、先生と渡辺さんの姿は、その広い真白な、果てもない一本の道を後をも振り返らずに次第次第に遠ざかって行った。そしてやがて、遙か地平線の彼方から湧き上って来た夕陽を浴びて神々しいばかりに照り輝いている金色の雲の光の中へ二人の姿は吸い込まれるように見えなくなってしまった。　道子はそこに立ちつくしたまゝ、何かしら澄み切った寂蓼と感激とに胸をしめつけられて「ええ、わかったわ、わかったわ」と何度も何度もうなずきながら、かすかに遠雷の音の響いて来る遠い雲の峰をいつまでも眺め入っていた。 これは二三日前の夜、私がはっきり見た夢でございます。 今日たまたま編集者から、故渡辺温さんの思い出をもとめられましたので、 ともあれ先ずこの不思議な夢をそのまゝ記して見ました。」[1]
- 第二回主演作「恋愛第一課」の撮影のために東京の実家を離れて地方で泊まったときに、家族を離れての外泊に不安となっていた及川を、笑わせようと、岡田時彦らは酔っぱらって、奇矯ないで立ちで及川の部屋に侵入し、馬鹿騒ぎを始めようとしたが、及川の厳しい叱責にあって、退散している[1]。このときの情景は「いばらの道」に書かれている。(以下、「いばらの道」より）「これまでに私は、父母の許を離れて旅へ出たことなど、数へるほどより無かつたので、一日家を空けても、家庭のことばかり思ひ出されて仕方が無かつたのです。（中略）お夕飯が済んだ後、私は自分のお部屋で、窓辺に身を寄せて（中略）またしても東京の家のことを思ひ出して居ると、不意に、部屋の外の廊下に騒々しい物音が起つたと思ふと、いきなり、荒々しく襖を開けて、私の部屋の中へ闖入して来た者があつたのです。 「あらツ！」  驚いて振り返つた私は、思はず小さな叫び声を漏らしました。其処には私たちと一緒に船原へ原稿を書きに来て居られた北村小松先生と、私と今度の映画に主演して居られる岡田時彦さんの二人が立つて居られたのです。それだけならば、そんなに驚くこともないのですけれど、冬の最中といふのに麦藁帽子を冠り、赤鬼にやうに酔つ佛つた顔をして、ビール瓶だの、コップだの、其の他、何か妙なものを手に提げて、奇妙な身振りをして居られたのです。  「いよう、嬢氏！」  「愉快に、此処で騒がうぢやないか！」  二人の聲を聞くと同時に、たうとう我慢の出来なくなつた私は、思はず大きな聲で怒鳴りました。  「いけません！酔つ佛つて、無断でひとの部屋に入つて来るなんて、無作法なことがありますか。はやく此処から出て行つて下さい！」  北村先生と岡田さんは、余りに激しい私の剣幕に、半ば驚き、半ば呆れたといふ風に、暫く其の場に立ちつくして居られたが、間もなく、すごすごと部屋から出て行かれました。（中略）  けれども、其の直ぐ後で、その晩のことが、皆んな厚意から生まれた狂言だといふことを知つた時に、私は苦笑しながらも、あんなに怒鳴つたりしたことが、北村先生達にお気の毒に思はれたり、また何だか大人気ないことをしたような気がして、自分で自分が可笑しくもなりました。北村先生と岡田さんは、私が家のことばかり思ひ出して沈み込んでいるので、ひとつ笑はして、私の気分を引き立てようと、あんなおどけた真似をなさつたといふのです。」
- 初映画出演作となった「不壊の白珠」が、映画が作られる前に新聞小説となっていたのを読んでおり、主役のエゴイスティックな女性玲子について、「一番嫌いなタイプの人間で、もし現実に存在するなら打ちのめしてやりたいくらいに憎らしく思っていた」ために、自分が玲子の役を割り当てられていることを知った時、非常にがっかりしたという[1]。
- 自身の来歴や役柄のイメージもあり、主に知識階層から熱烈な支持を受けていた[1]。だが、実生活では病身に鞭打ち、家族を養う女性という一面も持っており、そのためか働く青年や少女のファンも少なくなかった[3]。本人も野田醤油（現キッコーマン）の女工の集まりなどによく顔を出していたという[3]。
- 臨終の際、「私は正しい人間の人生を送ってきたから…」「私のためではなく、みんなのために祈ってください」という言葉を残した[3]。
- 読書家で、日本の古典から哲学書まで広い範囲の書物を読み、また聖書もよく読んでいた。讃美歌を歌うこと、ピアノをひくことも趣味だった[1]

## 出演

### 舞台

#### 築地小劇場
- 『そら豆の煮えるまで』 : 第18回公演、1924年12月 - 少年
- 『虫の生活』 : 第26回公演、1925年 - 少女
- 『青い鳥』 : 第39回公演、1925年 - チルチル
- 『リリオム』 : 1925年 - ルイザ
- 『闇の力』 : 1926年
- 『息子』 : 1926年
- 『埋もれた春』 : 1927年 - きみ子
- 『ウィリアム・テル』 : 1927年 - イエンニ
- 『桜の園』 : 1927年
- 『空気饅頭』 : 1927年
- 『国姓爺合戦』 : 第79回公演、1928年 - 栴檀皇女の女官

#### その他
- 『ハムレット』 : 明治座、1932年12月 - オフィーリア
- 「新派精鋭男女優合同」 : 東京劇場、1935年

### 映画

#### 松竹蒲田撮影所

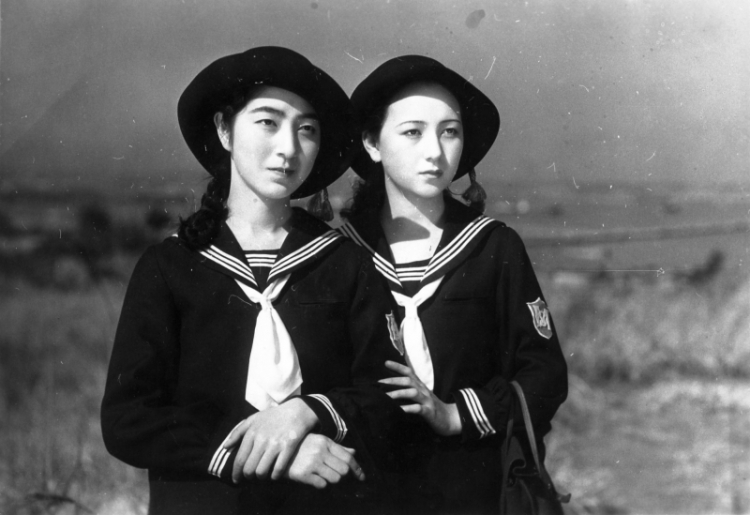
『港の日本娘』（1933年）。右は井上雪子。

- 『不壊の白珠』 : 監督清水宏、サイレント映画、1929年10月17日公開 - 水野玲子 ※現存（NFC所蔵[8]）
- 『恋愛第一課』 : 監督清水宏、サイレント映画、1929年12月31日公開 - 道子
- 『真実の愛』 : 監督清水宏、サイレント映画、1930年4月18日公開 - お民
- 『抱擁（ラムブラス）』 : 監督清水宏、サイレント映画、1930年6月13日公開
- 『女よ！君の名を汚す勿れ』 : 監督五所平之助、サイレント映画、1930年8月15日公開
- 『野に叫ぶもの 青春篇』 : 監督島津保次郎、サイレント映画、1931年7月15日公開
- 『野に叫ぶもの 争闘篇』 : 監督島津保次郎、サイレント映画、1931年7月23日公開
- 『生活線ABC』 : 監督島津保次郎、サイレント映画、1931年10月16日公開 ※撮影中に病気のために降板
- 『愛の防風林』 : 監督清水宏、サイレント映画、1932年8月5日公開 - 美佐保
- 『白夜は明くる』 : 監督清水宏、サイレント映画、1932年9月9日公開 - 寺本益枝（芸者浜勇）
- 『女性の切札』 : 監督野村芳亭、サイレント映画、1932年11月3日公開
- 『眠れ母の胸に』 : 監督清水宏、サウンド版、1933年1月20日公開 - 羽山道子 ※独唱も担当
- 『港の日本娘』 : 監督清水宏、サイレント映画、1933年6月1日公開 - 黒川砂子 ※現存（NFC所蔵[9]）
- 『頬を寄すれば』 : 監督島津保次郎、サイレント映画、1933年8月3日公開
- 『愛撫（ラムール）』 : 監督五所平之助、サイレント映画、1933年11月9日公開- 節子 ※現存（NFC所蔵 [10]）
- 『東洋の母』 : 総監督監督清水宏、1934年2月1日公開 - 娘
- 『夢みる頃』 : 監督野村浩将、1934年3月21日公開
- 『真白き富士の根』 : 監督佐々木康、サウンド版、1935年8月29日公開
- 『永久の愛 前篇』 : 監督池田義信、サウンド版、1935年10月15日公開 - 本田よし子
- 『永久の愛 後篇』 : 監督池田義信、サウンド版、1935年10月15日公開 - 本田よし子
- 『家族会議』 : 監督島津保次郎、1936年4月3日公開 - 仁礼泰子 ※現存（NFC所蔵[11]）

#### 松竹下加茂撮影所
- 『月形半平太』 : 監督冬島泰三、1934年5月17日公開 - 梅松